# Black Hole Horizon
Black Hole Horizon ist ein Kunstwerk des deutsch-schweizerischen Künstlers Thom Kubli, das von 2012 bis 2015 entstand.

## Beschreibung
Die Installation besteht aus drei Skulpturen unterschiedlicher Größe aus Polyurethan, die wie Schiffshörner in Form von Exponentialtrichtern auslaufen. Die Objekte erzeugen durch Druckluft Klänge. Mit jedem Ton entstehen an den Schalltrichtern der Objekte riesige Seifenblasen. Diese nehmen mit Andauern des Klangs zu, lösen sich schließlich ab und schweben durch den Raum, bis sie an einer zufälligen Stelle platzen. Die Reichweite der teilweise mannsgroßen Seifenblasen beträgt je nach thermischer Situation bis zu zwanzig Meter. Besucher können sich auf Laufstegen durch den Raum bewegen und den schwebenden Objekten begegnen.
Durch die Verschränkung der Entstehungsprozesse von Sound und Seifenblasen entsteht beim Betrachter der Eindruck, dass der Klang sich in die physischen Objekte verwandelt oder darin „gespeichert“ wird. Tatsächlich wird die Wellenform des Klangs im Formprozess der Seifenblasen sichtbar, was die Vorstellung noch verstärkt.
Die drei Skulpturen werden durch digitale Prozesse gesteuert, die mit Zufall und Verdichtung agieren. Dabei liegt der Fokus auf der Wirkung des Klangs im Zusammenspiel mit der räumlichen Choreografie der Seifenblasen. Es entsteht eine ständige Erneuerung der sich darbietenden Situation durch die Flüchtigkeit der Seifenblasen und ihre unvorhersehbaren Bewegungsabläufe.

Der Titel der Arbeit bezieht sich auf das astrophysikalische Phänomen des Ereignishorizonts, einer Grenzfläche der Raumzeit jenseits derer Ereignisse für den menschlichen Betrachter nicht mehr wahrnehmbar sind.

## Hintergrund
„Wichtig war mir, dass der Klang eine materielle Entsprechung hatte, keine virtuelle. Diese Art von Verwandlung berührt auf eigenwillige Weise.“ – Thom Kubli
Kubli konzipierte 2011 die erste Version von Black Hole Horizon. Er folgte der Idee von mobilen Volumen in Form von Riesenseifenblasen, die den Raum einnehmen und verändern, verbunden mit dem performativen Moment eines flüchtigen, klanglichen Prozesses. Die Konfrontation des Publikums mit den schwebenden Objekten im Raum verwies auf einen beständigen sozialen Erneuerungsprozess und dessen physische und psychologische Dynamik.
Mit der Entwicklung der Horn-Skulpturen reflektierte Kubli auf aktuelle Tendenzen in der Zeitgenössischen Kunst wie Anish Kapoors monumentale Skulptur Marsyias und Terry Adkins Arbeit Last Trumpet. Zudem fand er Inspiration in den historischen Geräuscherzeugern Intonarumori des futuristischen Malers und Komponisten Luigi Russolo und in den Naturtrompeten Dungchen, die zu zeremoniellen Anlässen in der tibetischen Musik gespielt werden.
Im Rahmen einer Zusammenarbeit mit dem Architecture Department der Rensselaer Polytechnic Institute und EMPAC, Troy, New York, wurde im Sommer 2012 eine erste Version der Arbeit realisiert. Kubli arbeitete eng mit dem Astrophysiker Zackery Balanger und dem Mechatroniker David Jaschik, um den erheblichen technischen, thermischen und physikalischen Herausforderungen zu entsprechen.

## Wirkung
Vom 20. August bis 1. September 2012 wurde eine erste Version von Black Hole Horizon im Studio2 von EMPAC in Troy, New York präsentiert. Es war eine hängende Horn-Skulptur in funktionalem Zustand zu sehen. Nach einer weiteren Phase technischer Entwicklung wurden vom 20. Februar bis 5. April 2015 im Kunstverein Ingolstadt erstmals alle drei Skulpturen als aktive Installation gezeigt.
2016 präsentierte das Ars-Electronica-Festival Black Hole Horizon in seiner jährlichen thematischen Ausstellung. Die Veranstalter bezeichneten die Installation als „absoluten Publikumsmagnet“. Durch diese Präsentation im Luftschutzbunker der Post-City wurde Black Hole Horizon erstmals einem breiten internationalen Publikum bekannt. Während der Ausstellung begegneten sich Thom Kubli und Hiroshi Ishii, der das dortige Symposium leitete. Das kurze Zusammentreffen führte später zu einer mehrjährigen Kooperation mit der Tangible Media Group am MIT Media Lab, Boston.
Vom 17. Juli bis 3. Dezember 2017 wurde Black Hole Horizon in São Paulo im Rahmen des FILE-Festivals gezeigt. Thema der Großveranstaltung war Bubbling Universes, in Anlehnung an die quantenphysikalische Multiverse-Theorie. Black Hole Horizon wurde als zentrale Arbeit des Festivals im Foyer des FIESP-Gebäudes an der Avenida Paulista installiert. Als das größte Festival für Medienkunst in Lateinamerika zählte die Ausstellung über 72’000 Besucher.
Die Arbeit wurde von Kunstkritik und Kuratoren vornehmlich positiv aufgenommen. Ein Grund lag im universellen Erlebnischarakter und der einfachen Zugänglichkeit für das Publikum unabhängig von Alter und kultureller Prägung.
Der Kunstkritiker Dominique Moulon bemerkte: „Das Spektakel dieser frei schwebenden Seifenblasen repräsentiert ein Spektrum von Frequenzen in unterschiedlicher Dauer und relativer Fremdartigkeit, was uns in unsere Kindheit versetzt. Dahinschwindend, verstärken diese audiovisuellen Einheiten die Performativität ihrer programmatischen Auflösung.“
Der Kunst- und Medienwissenschaftler Marcel René Marburger schrieb: „Beginnend mit den zufällig gesteuerten elektronischen Impulsen haben wir es hier mit einer Kette von Zufällen zu tun, bei der wir alle das letzte Bindeglied darstellen. Mit jedem Zufallsfaktor wird dabei das Werk noch unwahrscheinlicher und damit noch innovativer.“

## Aufbau
Jedes der Horn-Objekte ist wie ein Blasinstrument aufgebaut. Mittels komprimierter Luft wird eine Membrankammer angeregt, die den Klang erzeugt. In Folge trifft der Luftstrom auf eine Seifenblasenmembran, die durch den Druck die Seifenblasen ausformt. Ein Flüssigkeitskreislauf versorgt die digital gesteuerte Mechanik mit der benötigten Menge an Seifenblasen-Lauge. Die drei Horn-Objekte sind unterschiedlich gestimmt, ihre Frequenz ist statisch und durch die Länge der klangverstärkenden Röhre definiert. Die Form der Horn-Objekte wurde mithilfe einer Reihe von digitalen Simulationen entwickelt.